# Sokolniki (powiat garwoliński)
Sokolniki – wieś sołecka w Polsce położona w województwie mazowieckim, w powiecie garwolińskim, w gminie Żelechów.
W latach 1975–1998 miejscowość położona była w województwie siedleckim.
Wierni Kościoła rzymskokatolickiego należą do parafii Zwiastowania Najświętszej Maryi Panny w Żelechowie.